# 肉食
肉食（にくしょく、にくじき）とは、
- 動物の肉を食物とすること。
- 一般の動物が、他の動物を食物とすること。対比されているのは「草食」という概念。

## 概要
狩猟採集社会では、（現代の研究では、狩猟よりも採集が主要な食料源だったと指摘されている）自然界の鳥・獣を捕えて、その肉を食べていた。こうした狩猟は現代も行われており、獲物の肉は狩猟者本人が食用にするだけでなく、ジビエとして販売もされている。
畜産を含む農業が発達すると、家畜として育てられた動物の肉を食べることが主流となった。飼料を与えて育てた家畜から食肉を生産することは、人間が直接的に植物性の食物を食べるよりも多くの飼料植物を必要とし、効率がかなり悪い。世界人口の増加による食肉不足への備えや、獣肉を避ける人向けに、食感を肉に近づけた植物由来の人工肉も開発・販売されている。
様々な宗教で、もととなる動物の種類や処理方法により、食してよい肉と食してはいけない肉を区別している。宗教とは別の個人的な価値観や嗜好、健康上の理由などで肉全体あるいは一部の肉を食べない人もいる。
社会心理学者メラニー・ジョイは、カーニズム（肉食主義）という概念を提唱し、特定の動物（牛、豚、鶏など）を食べることを当然視しながら、他の動物（犬、猫など）を食べることを避ける信念体系が社会的に形成されていることを指摘している。

## 動物考古学から見た肉食
動物考古学においては遺跡から出土した野生獣や家畜の動物遺体（動物の骨）を素材に、遺跡の性格などと総合して食用としての用途を考察する。イヌやウマなどは埋葬されたケースもあり、遺跡から出土した動物遺体の用途の判断は、まず骨格が解剖学的位置を保った埋葬事例と区別する点が留意される。
動物を食肉として利用するためには刃物を用いて部位を切り分け、筋肉を骨から剥がし、場合によっては骨自体を断ち切り、骨膜を剥離するなど様々な作業が行われ、その過程で骨自体に解体痕（切痕）や切断痕、掻痕などが残される。また、食肉痕跡の可能性のある獣骨は破損した骨が散乱した状態で出土することも特徴とされている。ただし、これらの特徴を有している資料も、祭祀や鷹狩の餌としての利用など食肉に付随する、あるいは食肉以外の用途であった可能性も考えられる。
また、肉食の痕跡は人骨に残されるコラーゲンに含まれる炭素と窒素の同位体比測定から推察する手法も確立されている。

## 肉食の対象

### 猟/漁によって得た肉を食べる場合
魚類に関しては、自然界の魚を捕えて、つまり漁を行って魚を得てそれを食べている割合が圧倒的に多い。日本では伝統的に魚を食べること（魚肉を食べること）がさかんであり、これが日本人の健康に貢献していることが知られている。内陸部では川魚・ため池での養殖・小魚の佃煮などが、多く食べられていた。イナゴ・蚕なども佃煮にして、タンパク源としていた。
また、様々な獣や鳥の狩猟が行われて、食べられている。農業が盛んになってからは狩猟をして捕える量よりもむしろ肉畜を飼育する割合が増えたが、ヨーロッパでは自然界の木の実、木の芽などを食べて育ったジビエのおいしさがよく理解されており、高級料理店でさかんに食べられており、食材店でも並んでいる。日本でもようやくそれに気付く人が増えてきた。

### 家畜を食べる場合
家畜一覧より改変（2003-xij-20現在）。
- アルパカ(alpaca)
- イヌ（犬、dog）
- ウサギ（兎、rabbit）
- ウシ（牛、cattle）
- ウマ（馬、horse）
- スイギュウ（水牛、water buffalo）
- ネコ（猫、cat）
- ヒツジ（羊、sheep）
- ブタ（豚、pig）
- 山羊（ヤギ、goat）
- ヤク(yak)
- ラバ（騾馬、mule）
- ラマ（リャマ、llama）
- ロバ（驢馬、donkey）
- クイ（モルモット、天竺ネズミ）
- クマ（熊、bear）
- トナカイ（馴鹿、reindeer)
- ラクダ（駱駝、camel)など

### 家禽を食べる場合
- ニワトリ（鶏、fowl）
- アヒル（家鴨、duck）
- ガチョウ（鵞鳥、goose）
- ダチョウ（駝鳥、ostrich）
- ウズラ（鶉、quail）
- シチメンチョウ（七面鳥、turkey）
- ハト(鳩、dove)
- バリケン(muskovy duck)
- ホロホロチョウ（guinea fowl) など

### 養殖魚を食べる場合
- マス（鱒、trout）
- コイ（鯉、carp） など

### その他の飼育動物を食べる場合
- ザリガニ（蝲蛄、crayfish）
- カタツムリ（蝸牛、snail）
- カイコ（蚕、silk worm）
- ミツバチ（蜜蜂、honey bee）
- カキ（牡蠣、oyster) など

その他地域、文化により多数。

## 肉食への制限
多くの文化では、宗教的、政治的、衛生的な必要から肉食に対して制限・制約するという食のタブーがある。多くの文化の中で、ユダヤ教、キリスト教やイスラム教等のアブラハム系の宗教の場合は、特に著しい。

### 宗教による制限

#### 原始仏教
仏教では肉食を「にくじき」と読む。原始仏教では、比丘（僧侶）は糧（かて）をその日ごとで乞食（こつじき）することにより食を得、与えられた余り物の食べ物に肉が入っていようがなかろうが差別なく食べることになっていた。
南伝（上座部仏教のパーリ経典）および北伝（大乗仏教）のなかでも古い経典においては、釈迦その人が肉食をしたこと、釈迦の最後の食事は豚肉料理であったと記されている（肉食を否定する大乗仏教においては豚の好むキノコを使った料理とされている）。さらに、釈迦仏の弟子であったデーヴァダッタ（提婆達多）が違背した原因は、デーヴァダッタが菜食主義を戒律に含める主張を釈迦が明確に否定したからであると記されている。
生き物の殺生を禁止する仏教において肉食が禁止されていない事は矛盾であるとように思われるが、これは当時の肉食に関する宗教論争と関係する。仏教の起こった当時のインドにおいては仏教だけでなくジャイナ教などの多くの宗派がアヒンサー（不殺生）を標榜していた。特にジャイナ教においては畑を耕すことによって虫が殺されることなどを指摘し、肉食する、しないにかかわらず生存する限り間接殺を免れぬことを理由に、無食による自殺を最上の行とした。これに対して仏教は間接殺を理論的に突き詰めることの限界を理由に中道を掲げ実際に生き物を殺す直接殺のみを明確に禁じ、間接殺においてはあくまでも貰い物の肉が、殺す所を見なかった肉、供養のために殺されたと聞かなかった肉、自分の為に殺された疑いの無い肉という「三種浄肉」であれば食しても問題はないとされた。さらにここで重要なのは古代仏教において比丘はあくまでも家庭の余った食事を物乞いすることによってのみ食を得るため、肉食＝肉の購買による間接殺という矛盾が成り立たないことにある。

#### 大乗仏教
これに対し、北方に伝来した大乗仏教の経典、『楞伽経』では「浄肉というものは存在しない」と明確に説く。しかし、大乗の理論的基盤を提供した龍樹も肉食を禁ずるにおいて、肉食が殺生戒を破るという主張は行っていない。代わり肉食は慈悲心に基づく菩薩道において勧められるとの主張を行っている。すべての肉食を制限するという傾向が時代の経過とともにつれ強まり、中国では食物を「葷」（くん。肉や臭い野菜）と「素」（そ。精進料理）に分け、「葷」をはっきり禁制するようになった。したがって日本や朝鮮半島もこの影響を受けた。
とはいえ、大乗仏教も上座部仏教と同じく「悟りを得る」というのが最大の目的である。そのため、そのような細かい制戒にこだわるのは、かえって悟りを妨げると考える僧侶も現れた。法然の弟子親鸞は、戒律を守る人間が善人で救われるのであれば、戒律を守ろうとしても守れない悪人は救われない、悪人こそ救われるべきではないか、末法に戒律は必要か、という疑問から自らを非僧非俗と呼んで、ついに「肉食妻帯（女犯）」を行ったと伝わる。日蓮も末法無戒から肉食を禁制していない。ただし日蓮自身は菜食主義者であることを表明しており、記録によれば、日蓮が摂取したと思われる飲食物は植物性とみられる。現代の日蓮宗の僧侶は基本的に肉食自由だが修行の期間は肉断ちする。また、日興門流の祖の日興（日蓮の弟子）は明確に肉食を禁止している。禅宗の僧は肉食を忌避するが、一休は周囲の仏教界に反発心の表れで肉食や飲酒をした風狂な例として有名である。
多くの宗派では平安時代より明治時代に至るまで国の法律である僧尼令や江戸幕府による寺院法度等による刑罰、寺院内での規約である清規があったために、それら法規に従って肉食妻帯（女犯）の禁制を守った。一方、親鸞の遺訓から真宗各宗派では肉食妻帯が常となり、江戸幕府もこれを容認した。
明治となり政府が国家神道政策を打ち出し、僧尼令などの法規は廃止され、明治5年（1872年）太政官布告133号において「僧侶肉食妻帯畜髪等可為勝手事」と宣言。僧侶の肉食妻帯に対する刑罰は無くなったものの、一定の厳しい修行期間、修行僧は精進料理のみを食して一切肉食することはなく、菩薩戒の肉食戒を遵守するという宗派は今も多くある。

#### 道教
中国の道教も、仏教の影響を受けて肉食をしない精進料理が基本となっている。台湾素食は道教の影響が大きいと言われている。

#### ユダヤ教
ユダヤ教徒の場合、その聖典である聖書によって「食べることのできる物」と「食べることのできない物」が規定されている。カシュルートを参照のこと。
ユダヤ教徒にとっては、特に豚の肉は悪魔と同等にして忌むべきものである。砂漠や周辺の乾燥した気候では、寄生虫を持つ豚肉を十分に加熱するための薪などの燃料の調達が困難であり、調理の不十分なまま豚肉を食べたことで健康を害し、あるいは死に至るなどした経験がその原点に存在するとも言われる。現時点においても、現に豚をイスラエルの中で飼うことは制限があるようである。また、鱗のない魚、エビ、猛禽類など細々とした禁忌がある。
その他に、シチューなど乳を肉と一緒に料理することへの禁忌もある。これは本来、律法の中で子羊をその母の乳で煮ることを戒めている（親と子を共に取って食べてはならない）ことに起因している。つまり母親が自らの子を養うために出す乳でその子の死体を煮るという事を非倫理的であるとしたことがもともとの姿である。したがってユダヤ教徒は、戒律に従う限り親子丼なども食べることはできない。また、チーズバーガーなど乳製品と肉類を同時に食べる事も禁止とされる。

#### キリスト教
ユダヤ教にルーツをもつキリスト教信者もその多くは、豚を食べる事を制限する傾向があったようである。
キリスト教信者の場合、四旬節の頃には、肉を食べる事を制限して、肉を食べないことの苦痛でキリストの死の苦しみに思いを寄せようとする習慣がある。新約聖書でも、イエスが悪魔に取りつかれた人間から悪魔を追い払い豚に乗り移らせ、湖に走り込ませて溺死させた事が書かれている。
また、第7日安息日イエス再臨教会では、ユダヤ教の戒律に準じた食品の摂取と菜食主義を勧めている。

#### イスラーム
キリスト教と同様にユダヤ教をルーツとし、キリスト教も内包するイスラーム信者の制限は、カシュルートを基にしたハラル (halāl) とハラム (harām) の考え方による。ハラルとは許されたと言う意味であり、アッラーフに食べることを許された食べ物をさす。ハラムとは禁止されたと言う意味であり、食べることを許されない食物の事をさす。イスラームの正式なやり方で屠殺された肉以外はハラムに該当し食べてはならない。豚や肉食動物、ウナギなどは無条件でハラムとされている。『親と子を一緒に食べてはならない』という戒律を守る人もいる。但し、どれぐらい厳格に守るかについては各個人や学派によってかなりのバラつきが有る。
日本では、野菜炒めやクッキーなどの洋菓子類にも動物由来の油脂が使われることがあり、料理そのものは一見植物（由来物）に見えても厳密にはハラムに該当する場合があるため、日本に滞在するイスラーム信者の間では、戒律への抵触を回避する為のリストが作られている。
イスラーム信者の中では豚は特に忌み嫌われており、ユダヤ教徒と同様に悪魔の化身に等しく扱われている。
近年では、日系企業が現地で生産していたうま味調味料（味の素）の製造過程で豚由来の酵素を使用（商品自体からは酵素は除去されていた）していたことが発覚し、イスラーム信者が多数を占めるインドネシアで大問題になった事がある。

#### ヒンドゥー教
ヒンドゥー教では牛を聖別するため、牛肉食に関する制限があるのみならず、多くが菜食主義者である。菜食主義者の例として、ガーンディー（インド独立の父）は、菜食主義者のカースト出身であった。

#### シク教
シク教では特に肉食の規制はない。ただし菜食を勧める傾向がある。

### 各国・民族について

#### 日本
日本では、『日本書紀』によると天武4年（676年）4月17日のいわゆる肉食禁止令で、4月1日から9月30日までの間、稚魚の保護と五畜（ウシ・ウマ・イヌ・ニホンザル・ニワトリ）の肉食の禁止が定められた（この「期間の限定」については、肉食禁止に関する記述の前の文で書かれてそこで一旦文が完結していることから、「この肉食禁止は期間を限定した禁令ではない」とする捉え方もある。）。ただしシカやイノシシ、野鳥など狩猟されたものは除外されており、常食ではないが肉食は続けられた。その後も肉食の禁止や規制の法律はたびたび現れたが、法による規制以上に神道による物忌みと、仏教による殺生を戒める説法が肉食を忌避する下地を作り上げた。
何度も肉食禁止の法律が出されたのは、それだけ肉食を行う者が少なからず存在したということであるが、社会階級によって肉食忌避の範囲や感覚は異なっていた。9世紀前半までは、天皇でも鹿や猪を獲物とする狩猟を行い、また獣肉も食べていた。
なお、鯨は魚の一種と見られていた。また、雁鍋や鴨鍋など野鳥の料理は普通に食べられており、沖縄、南九州などの地域では、養豚が行われ独自の肉食文化が発達した。
江戸時代後期には適度な肉食は体に良いという認識もあり、ももんじ屋が現れ、都市部においても肉食が流行した。松本良順は新選組に養豚を奨めた。江戸では野鳥が乱獲によって確保できなくなったため、かしわやシャモといったニワトリで代用することが普及したが、風紀の乱れとして憤る人もいた。
大名家でも肉を食する習慣はあり、徳川家では正月にウサギ肉の吸い物が出されていた。江戸の薩摩藩邸では豚やイノシシが食用として飼われていた。また、その薩摩の豚肉を好んだことから、一橋慶喜は豚一様と渾名された。その他にも、明石城の武家屋敷で裏庭に解体された犬や牛、イノシシの骨が埋められており、肉食の伝統は続いていたことがわかる。

#### 中国
中華料理では、食材に関しては食べ物の制限は殆どないに等しいが、基本的に加熱して食べる事が求められる。例外として、順徳料理や客家料理の刺身に似た料理、上海料理のチュウゴクモクズガニ、シャコ、ブドウガイなどの粕漬け、台湾料理のシジミの醤油漬けなどの生肉の料理がある。半生の肉食品も嫌われるが、例外的に最低限火が通った、血の滴る状態が良いとされるものに、広東料理の「白切鶏」（蒸し鶏）や福建料理のアカガイ類の茹でものなどがある。また、ブタなど血を加熱して寒天状に固めた食品もよく食べられる。
広東省の食文化を語る場合、次のような冗談がよく言われる。「空を飛ぶものは飛行機以外、水に泳ぐものは潜水艦以外、二本足のものは人間以外、四本足のものはテーブル以外、全てを食べる」これは広東料理の多様性を示すものであるが、実際には他の地域の中華料理もその土地ならではの食材を使っており、ラクダ、ロバ、アジアゾウ、ハタネズミ、食用コウモリなどを食べる地域もある。犬食文化は吉林省、湖南省、貴州省などにも見られる。
古来からの伝統として広東省では蛇を食べることもあり、その習慣は他の地域にも広がりつつある。重慶市や広東省では猫肉料理もある。中国でも香港では、条例 で犬や猫の虐待や吃食を禁止し、罰則も設けている。

#### モンゴル
モンゴル人の場合、その調理法に家畜の全てを利用するところで制限を受ける。
これは外部とのかかわりが薄い遊牧生活を続けるうえで、多くの物を自給する必要性があるからである。屠殺の方法として、血を一滴たりとも地面に落としてはならないそうである。

#### チベット
チベットの場合、家畜（山岳地帯のためにヤクという牛の仲間がいる）は、荷物の輸送やバター（バターティーを飲む習慣がある）を作るための乳を提供するために必要であった。
その一方で、冬が訪れる前には羊やヤクをつぶして大量の干し肉を作り、冬に備える。冷涼な山岳地帯ゆえに、食肉として適用できる家畜が限定されてきたという事情は十分に考えられるが、とくに禁忌とするものの話は知られていない。

#### 韓国
朝鮮半島の屠畜食は高麗期の蒙古侵入から語られることが多い。李氏朝鮮期には屠畜が禁じられたが、この禁令は牛馬がおもに農耕に使役するための動力とみなされたことと飼育数が少なかったことによるもので、禁忌（タブー）を伴うものではなかった。漢城近在の貴族や宮中では肉料理が供じられ、「暖炉会」など屋外でバーベキューパーティのようなことをおこなう風習があったとされる。現代の韓国料理では、中国同様、食材に関しては食べ物の制限は殆どないに等しい。
韓国では毎年、約200万-400万頭の犬が食用として消費されており、ソウル市だけでも500軒の犬料理店がある。ソウル市は、犬に関する食品安全基準を定めるために、犬を食用家畜に分類する方針であり、それに反対する動物愛護団体は、「犬が食用家畜に分類された場合は、犬肉の消費量は急激に増大するだろう」と語っている。

### 肉食の問題

#### 肉食とヒトの健康
他の肉食動物の場合は、捕食する草食動物の血肉からビタミンDなどの微量栄養素も摂取できるが、人間の場合は加熱調理によってその大半が失われてしまうため、別に植物性の食物を摂る事で補う必要がある。逆に、野菜の育たない極地に住むエスキモーは生肉を食べる事で必要となる微量栄養素を摂取してきた。
また、極端な肉食によって諸々の癌や心臓疾患が引き起こされる事実が医学的に立証済みである。その一方、肉食でないと摂取しにくい鉄、亜鉛、ビタミンＢ類、必須アミノ酸類なども含まれ、極端な菜食主義ではミネラル類などの欠乏症を招くおそれがある。
日本は50年以上前はG7の中でも人々の寿命が最も短い国であったが、その後最も長寿な国へと変わった。日本の伝統的な戦前の大豆などの植物性食品と魚介類の食事は虚血性心疾患や乳がんや前立腺がんの低率と関係し、一方で塩分過多や肉類や乳製品が少ないことが脳卒中や胃がんなどが高率と関係していると考えられる。1956年から1980年にかけて脳血管疾患が日本人の主要な死因であったが、肉類と乳製品の摂取量の増加とともに脳血管疾患は減少し続けた。戦後になり日本食に欧米食が融合したことにより塩分の低下と肉類や乳製品が摂取量が適度に増加した事により
飽和脂肪酸とカルシウムの摂取量が増加したことで健康的な食事となり長寿になったと思われる
1980年に日本ので最も長寿の縄県大宜味村と最も短命な秋田県南外村を比較すると、大宜味村の方が南外村より動物性タンパク質、脂肪、カルシウムの摂取量はが有意に高かったなど日本人が短命から長寿となったことと動物性食品に関係があると考えられている。
また、動物性タンパク質は物性タンパク質と日常生活をする能力、高次生活機能の低下リスクを低下せることが認められておいる、一方で植高次生活機能低下との関連性は認められなかった。また、フレイル予防と貧血には関連性する可能性がたかいとされ、その予防にヘム鉄を含む肉や魚などの動物性タンパク質が有効であると考えられている。一方、アメリカの研究では動物性たんぱく質は死亡率を高め、植物性たんぱく質に変えることで死亡率を低下させるとされる。また、動物性食品を減らし植物性食品に置き換えた場合の方がフレイルのリスクを低下させるとう研究結果が出ているなど日本人とは逆の結果を示している。この違いはエネルギー摂取量に対する動物性たんぱく質の割合が日本は少ないことと魚介類を多く摂取していることが関係していると考えられる。
IARC発がん性リスク一覧において、加工肉は発がん性があるグループ1に、赤身肉はおそらく発がん性があるグループ2Aに分類される。

#### 肉食と環境・食料問題
牧畜は、大量の資源を消費する。特に、直接間接を問わず水資源の消費が膨大である。例えば、小麦を1キロつくるには2トンの水が必要で、10キロの小麦から1キロの牛肉が採取できるため、牛肉1キロを生産するには20トンもの水を使用している。。
実際に大規模な畜産業が発達しているアメリカでは牛肉を大量生産するために地下水を大量に使用している。オガララ帯水層はこの牛肉生産を支えるための穀物生産により急激に水位が低下している。このように肉食は環境破壊へつながる場合がある。また他国から食肉を輸入する国は、すなわち水資源を輸入しているのと同じことになるため関連がある（仮想水）。
一方、先述の様に肉を得るにはその10倍の重量の穀物が必要であり、単純に考えて肉食は直接穀物を食べるのに比べて1/10の数の人間しか養えない事になる。特に欧米の大規模畜産による穀物の大量消費は食糧問題の観点からも問題になっている。

#### 動物の権利
詳しくは、動物の権利を参照。たとえば、法学者で動物の権利を主張するゲイリー・フランシオンは、一般に不必要な動物への危害は避けるべきだとされているが、肉食も不必要な危害の禁止に反し、やめるべきだと指摘する。

## その他の地域での食事の中の肉食（情報不足）

### アフリカ
アフリカでは、角長牛が飼われ現在でも人間と特別な共同体を作りながら生活している地方がある。このような環境下では牛は貴重な財産であり、神聖視されることもある。

### 北米
北米に白人たちがやって来る前には、アメリカ先住民たちがバッファローの狩をしていた証拠が見つかっている。また、鮭などを対象とする漁業も行われていた。
のちに北米に入植した西洋人たちは、西部で、スペイン語で「バケロ」や英語で「カウボーイ」と呼ばれる（牛の男という同じ意味、前者は西語でのジーンズを意味する）、特別な文化を作り上げた。

### 南米
南米では、先住民は弓矢や吹き矢を用いて鳥や魚を取っていた。取れる地方では、大小のアルマジロを捕らえる習慣があったらしい。最大のげっ歯類である「カピバラ」を食べる地域もある。ペルーなどでは、モルモット大の「げっ歯類」の仲間の一種が山岳地帯で食べられるらしい（近年の移住で海岸地帯でも食べるようになってきた）
現地でテジュッと呼ばれるトカゲの仲間をから揚げにしたりして、鶏の肉に似ているといって食べることがある。南米では、パンパの大平原で牛を飼う習慣がスペイン人たちによって持ち込まれた。特にブラジル南部のシュハスコという牧童料理が有名で、シュハスカリアというレストランでは、ロジージオ（いわゆる食べ放題方式）で時間制限がなく、食べ残して冷たくなった肉は皿ごと取り替えてくれる。そのため肉に関しては贅沢である。ただし、日本にもシュハスカリアはあるが本国とは少し異なる。

### オーストラリア
英国を中心とする西洋人が、牛や羊を飼う習慣を持ち込んだのは確かである。近年ではやや下火で、州によっては禁止されているものの野生の鴨を銃器を以ってしとめ、食すこともある。変わったものとして、カンガルーを家畜化しているところもある。さらには鰐や野生化したラクダまでもが食用とされ多彩な肉食文化がある。

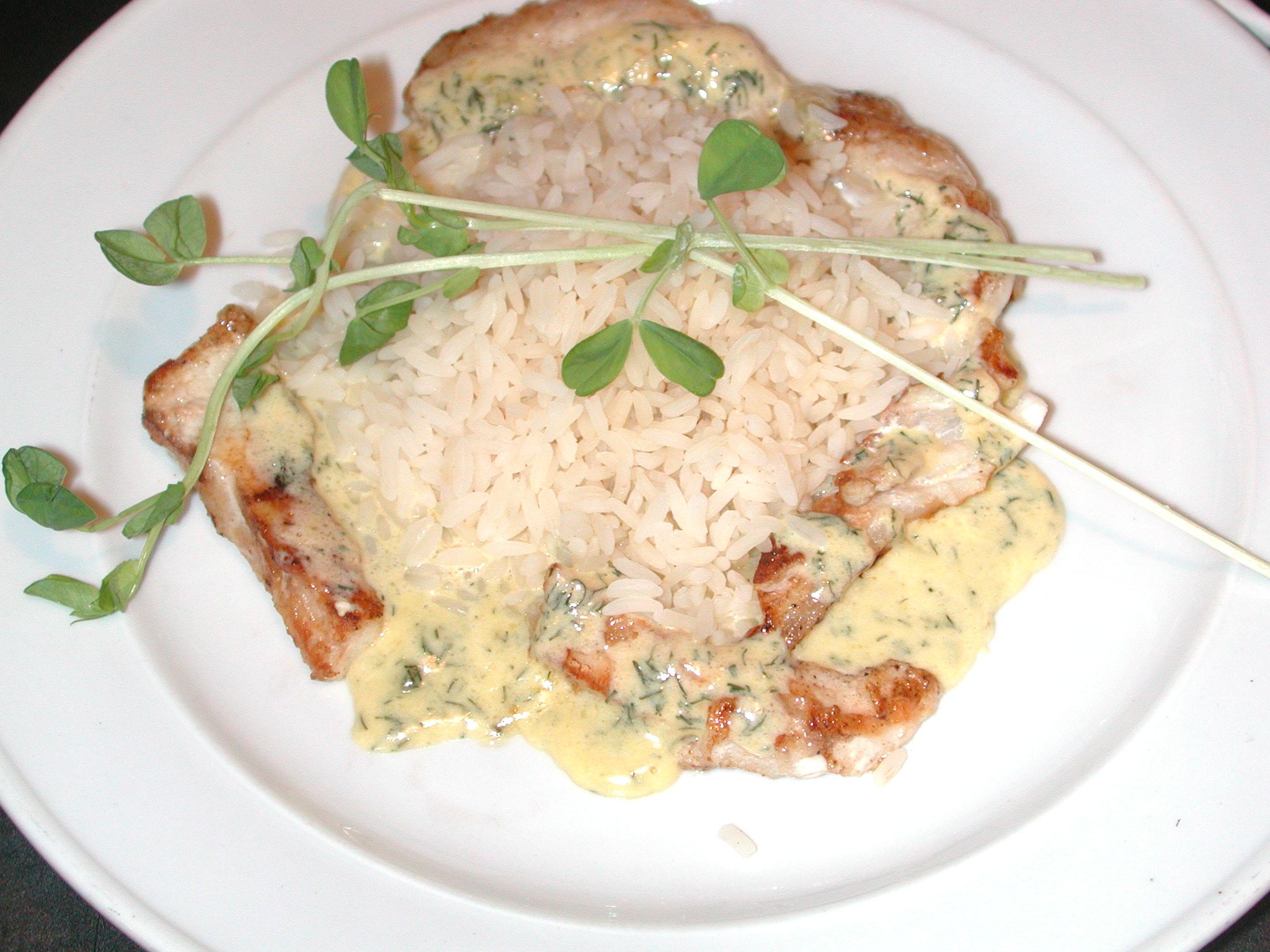
オーストラリアでのワニ肉料理

### 北極圏
イヌイットが、北極圏においてその環境下で最適化された生活を営んできた。小さい鯨、アザラシなどの肉を生のまま食べてビタミン類を補給する食文化は独特なものである。アラスカの島々において、何万人もの生活を捕鯨によって支える文化が存在していた。

### 衛生学的
寄生虫
豚の寄生虫のように時間を掛けて料理すれば死ぬが、薪に事欠く環境では、それは不可能であり、必然的に食べないこととなった可能性が高い。経験的に、豚肉が人間の体に不調を起こすことを知ったと思われる。
伝染病
多くの生き物は、病気を媒介することがあった。
反対に、天然痘流行前に牛痘に罹っていたため生き延びた乳絞りの女達がいたことからヒントを得て、種痘を思いつくなどした。

## 進化への貢献
人類の進化の過程での、肉食は脳の肥大を促進したとする説がある。人間、ヒトを参照。

## 地理的な関係
ユダヤ教においては、聖書（創世記第4章）で「神はアベルによる家畜の奉げ物を善しとし、農作物を奉げたカインを省みなかった」、という記述によって現われている。
ちなみに、深い森に包まれ牧畜を営めなかったヨーロッパでは、「神が人間のために動物を作りたもうた」とするキリスト教の解釈が導入され神聖化は起こらなかった。

### 砂漠地帯

#### 家畜を飼わざるを得ない環境
もしも、移動の為の生き物がいなければ、人間はオアシス間の水の不足を補うために大量の水を自ら運ばねばならなかったであろう。しかし、ラクダの飼育がそれほど近世のもので無い証拠として、チーズの発見を「キャラバン（商隊）でラクダの乳が飲み残され、それが発酵して出来た」と記す書物がある。
ちなみに21世紀以降では中東のラクダはほぼ絶滅状態にあり、現在は大量に自然繁殖しているオーストラリアからの輸入に頼っている状態である。

## 人肉食
人間が同種である人間の肉を食べることを、カニバリズムという。

文化的には、宗教、儀式、もしくは勇気の証明（戦争や闘いなどの結果、自分の力の証明や他人への力の誇示のために、相手の死体を切り刻んで食べる）のために他人や親類の死体（生きている事もある）や体の一部を食べる習慣は、古来より存在していた。他には、性的快楽を得るために人肉を食べる場合もある。
中国、朝鮮、ベトナムなどの中華文明圏では人肉が漢方の一種ともされていた。現在でも胎盤（プラセンタ）は健康や美容のために食される。
また、飢餓などの他に食物の無い極限状態において、やむなく死んだ人間の肉を食料にする事例もある。例えば、船舶が遭難し食料が無くなったために人肉を食べたミニョネット号事件やひかりごけ事件、豊臣秀吉が多用した兵糧攻めの際に攻められた側の兵士が餓死した人間の肉を食べた事例や、最近では北朝鮮で大規模な飢饉が起きた際に人肉を食べた事例が報道されている（東亜日報 2006年7月21日付記事）。

## 俗語としての肉食
異性関係に積極的なことを「肉食」と例えることは明治の頃から存在し、異性に対して欲望が淡泊である男性を「草食系」と言う俗語との対比で「肉食系」などと表現される。